# Cataratas de San Antonio
Las cataratas de San Antonio (del inglés: Saint Anthony Falls o Falls of Saint Anthony), son unas cataratas de Estados Unidos localizadas al noreste de la ciudad de Minneapolis, Minnesota, en el río Misisipí, siendo la única gran catarata natural existente en el Alto Misisipi. Las cataratas naturales fueron sustituidas por un aliviadero de hormigón después de que se colapsasen parcialmente en 1869. Más tarde, en los años 1950 y 1960, se construyeron una serie de esclusas y presas para posibilitar la navegación hasta los tramos del río situados aguas arriba, lo que contribuyó a desfigurar su naturalidad y fisonomía.
Nombradas en honor del santo católico Antonio de Padua, las cataratas son la cuna de las antiguas ciudades de St. Anthony y de Minneapolis, cuando las dos ciudades se unieron en 1872 para hacer pleno uso de su poder económico para las operaciones de molido. Desde 1880 a 1930, Minneapolis fue la «capital mundial del molido» (Flour Milling Capital of the World).
Hoy en día, las cataratas están definidas por las esclusas y presas del Upper Saint Anthony Falls, justo aguas abajo del puente de la Tercera Avenida, y por la Lower Saint Anthony Falls, justo aguas arriba de la I-35W en el puente de Saint Anthony Falls. Estas esclusas fueron construidas como parte del «Proyecto de Navegación 9-Pies Alto Misisipí» (Upper Mississippi River 9-Foot Navigation Project). El área alrededor de las cataratas fue designada como «distrito histórico Cataratas [de] San Antonio» (St. Anthony Falls Historic District) y cuenta con un sendero autoguiado de unos 3,0 km con señales que explican el pasado de la zona.

## Historia

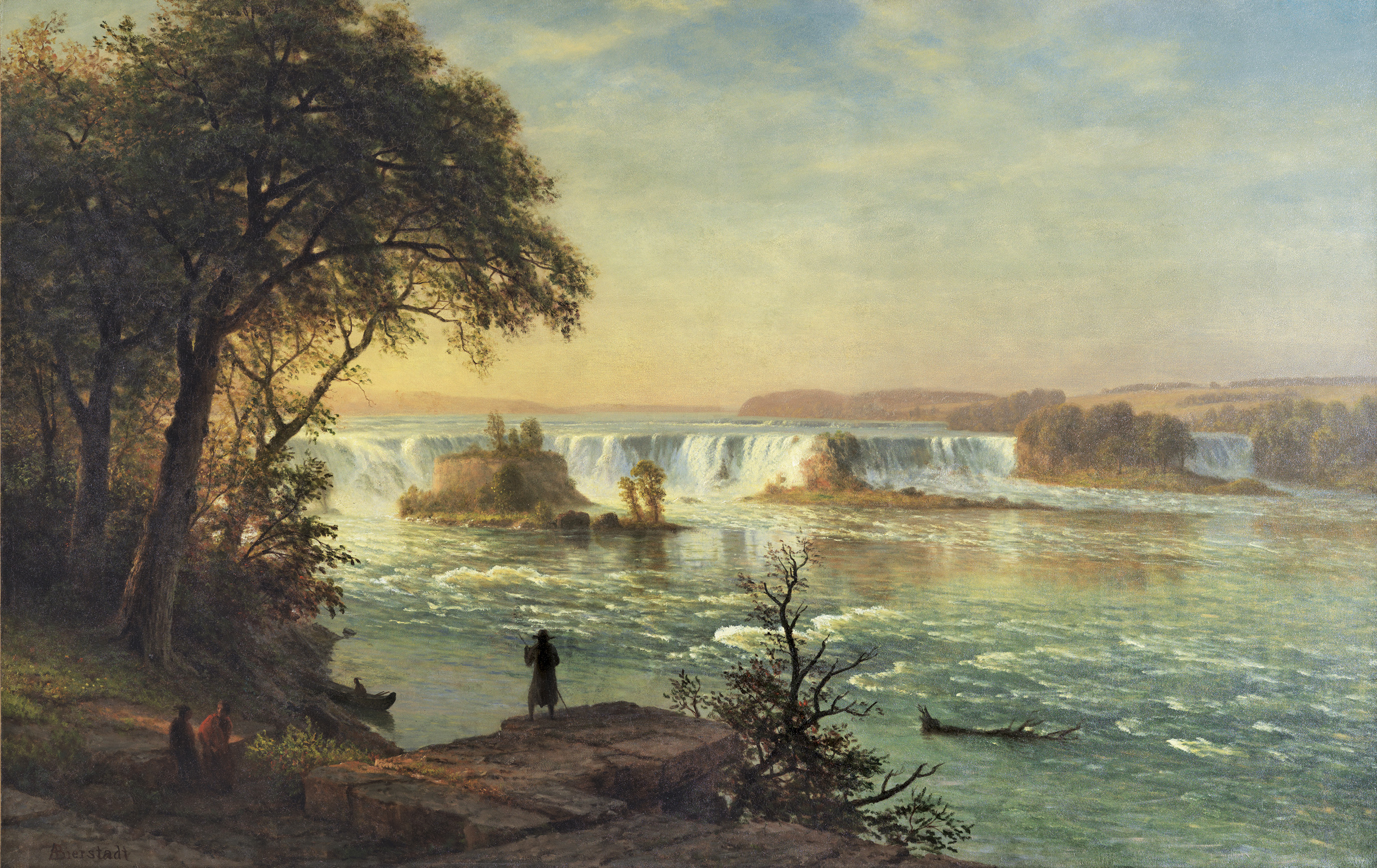
Las cataratas de San Antonio, obra de Albert Bierstadt

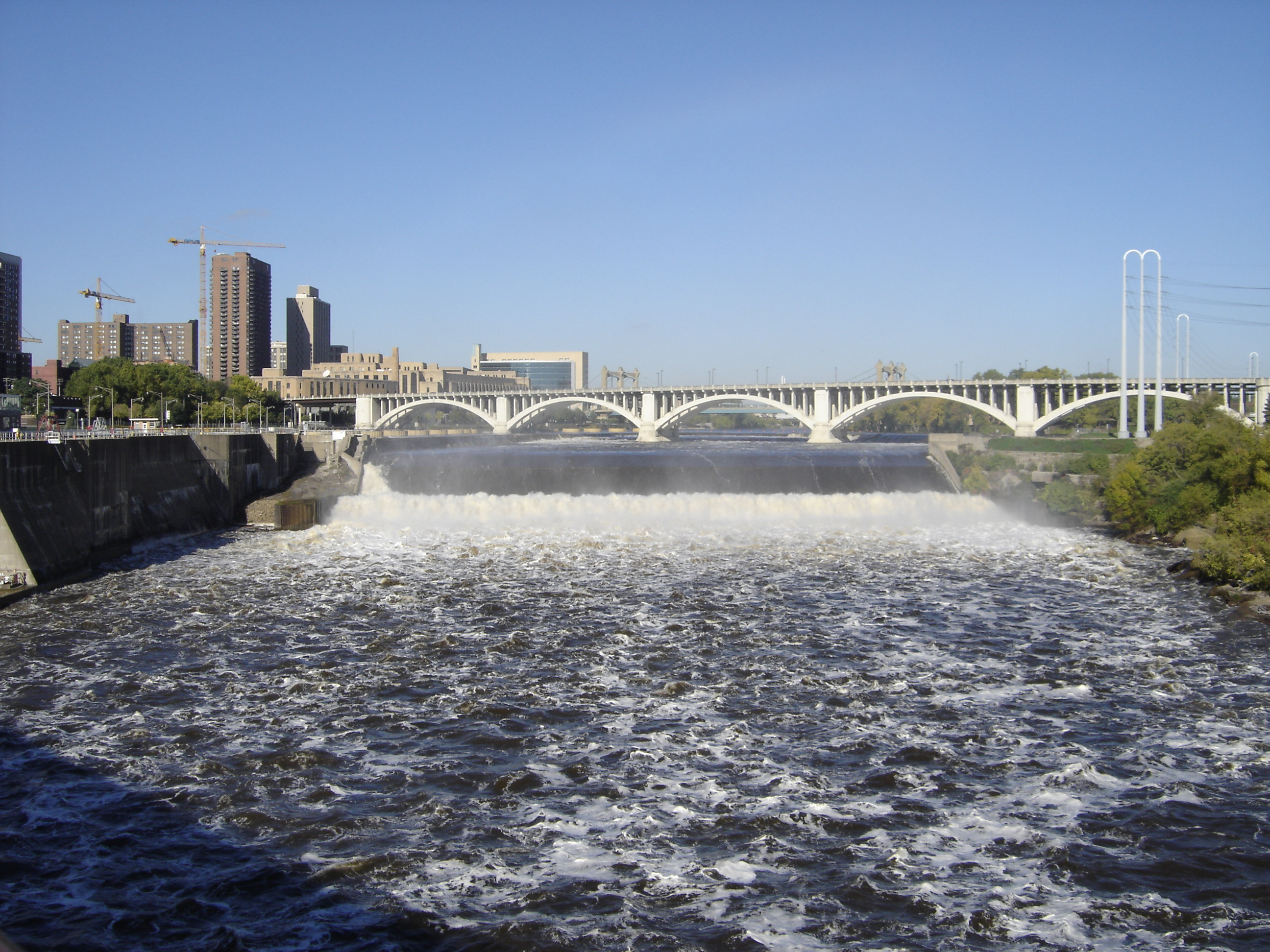
La presa superior de St. Anthony Falls con la esclusa superior de la izquierda. El puente de la Tercera Avenida se puede ver al fondo. (octubre de 2005).

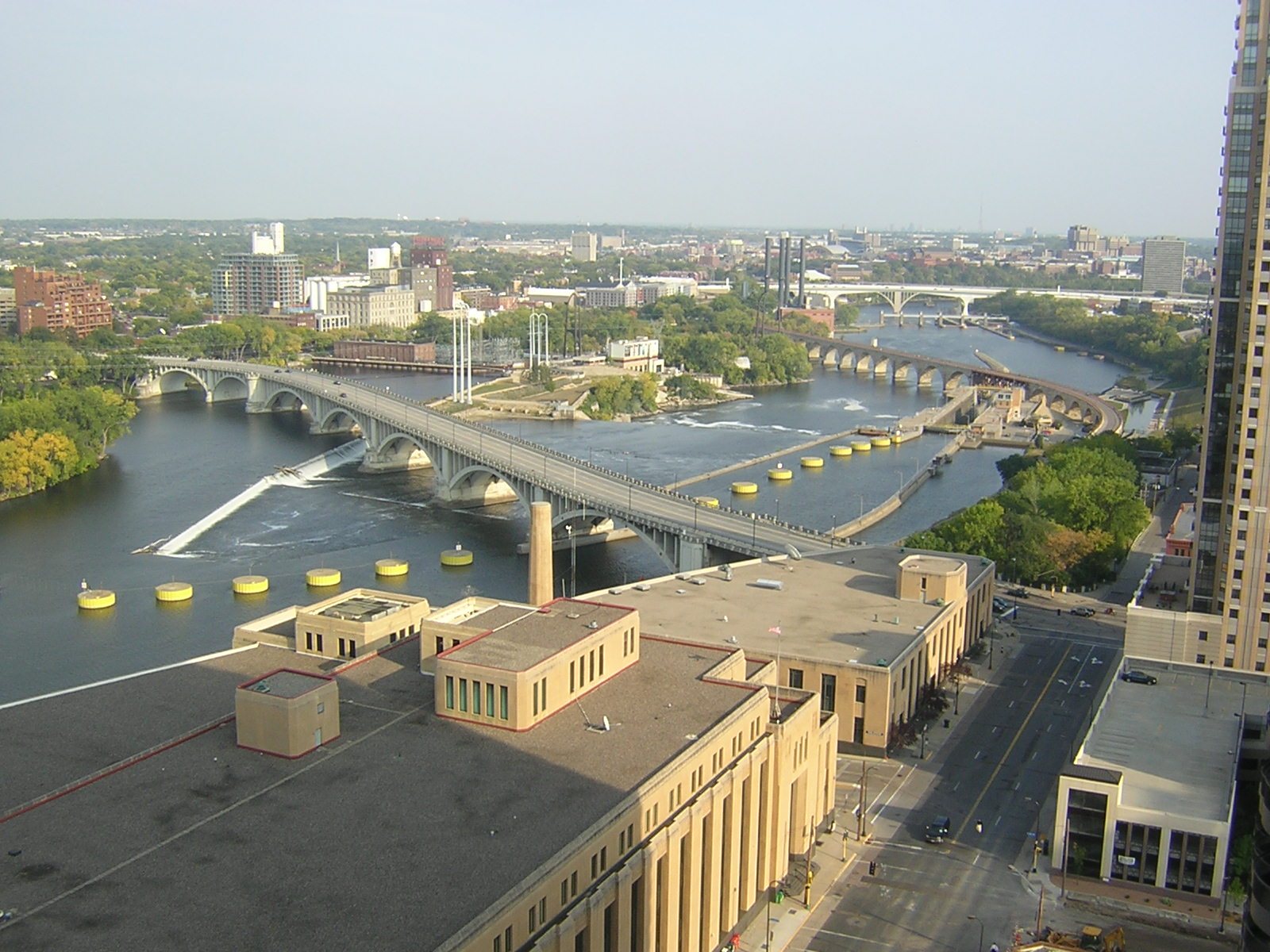
El Misisipi en Minneapolis, mirando aguas abajo. El primer puente es el de la Tercera Avenida; detrás de él están las Upper St Anthony Falls a la izquierda y la esclusa superior y presa a la derecha, seguidos por el Stone Arch Bridge. El nuevo puente de la I-35W puede verse al fondo.

Antes de la exploración europea, las cataratas tuvieron importancia cultural y política para las tribus nativas que frecuentaban la zona. Las cataratas fueron un sitio importante y sagrado para los dakota Mdewakanton y llamaron al río Misisipí, hahawakpa, «río de las cataratas». A las propias cataratas (haha) les dieron nombres específicos, mnirara «aguas encrespadas», owahmenah "«aguas cayendo», o owamni, "Whirlpool" (mniyomni en el dialecto dakota del Este y owamniyomni en el Dakota Teton (dialecto lakota ). Los dakota asociaban las cataratas con leyendas y espíritus, como Oanktehi, dios de las aguas y del mal, que vivía debajo de la caída del agua. Las cataratas sagradas también entraron en su tradición oral a través de una historia de la primera esposa de un guerrero que se suicidó y mató a sus dos niños por la angustia y el amor desesperado por el marido que había tomado una segunda esposa. El islote rocoso donde la mujer había apuntado su canoa hacia la perdición se llamó por ello isla Spirit ([Espíritu] que fue un lugar de anidación de las águilas que se alimentaban de peces bajo las cataratas. Los dakota también acamparon en la isla Nicollet, aguas arriba de las cataratas, para capturar peces y aprovechar los árboles de arce de azúcar.
Dado que la catarata requería hacer un porteo obligado, el área se convirtió en una zona natural de descanso y punto comercial a lo largo del Misisipí entre los pueblos dakota y anishinaabe. El término anishinaabe (ojibwe) fue registrado como "kakabikah" (gakaabikaa, "roca partida" o más descriptivamente, gichi-gakaabikaa, "la gran roca cortada", que hace referencia a los trozos irregulares de piedra caliza en constante erosión por las cataratas).
En 1680, las cataratas llegaron a ser conocidas en el mundo occidental cuando fueron visitadas y luego publicada su existencia en una revista por el padre Louis Hennepin, un fraile católico belga, que también publicó por primera vez sobre las cataratas del Niágara y atrajo la atención del mundo. Hennepin las nombró como Chutes de Saint-Antoine por su santo patrón, Antonio de Padua. Otros exploradores posteriores que documentaron las cataratas fueron Jonathan Carver y Zebulon Montgomery Pike.
Tras el establecimiento de Fort Snelling en 1820, las cataratas se convirtieron en una atracción para turistas, escritores y artistas que buscaban inspiración, aunque no eran tan majestuosas como se desprendía de las descripciones de Hennepin. En la década de 1860, sin embargo, los residuos industriales habían llenado la zona y desfigurado la majestuosidad de las cataratas. Además la competencia por el potencia de las cataratas en ambos márgenes del río llevó a su caída final cuando colapsó parcialmente en 1869 y fue reforzada y posteriormente sellada por un aliviadero de hormigón.
El área alrededor de las cataratas se añadió en 1971 al Registro Nacional de Lugares Históricos como el distrito histórico Cataratas San Antonio (Saint Anthony Falls Historic District), incluyéndola 8th Avenue Northeast extendiéndose aguas abajo hasta la 6th Avenue Southeast y aproximadamente dos manzanas de la ciudad en ambas márgenes. El registro arqueológico del distrito es uno de los sitios históricos más amenazados en Minnesota. El Registro Nacional de Lugares Históricos se facilita por el Servicio de Parques Nacionales. La importancia nacional del distrito histórico de Saint Anthony Falls es una razón importante por la que el Servicio de Parques Nacionales estableció a lo largo del río Misisipi en el área metropolitana de Minneapolis – Saint Paul el «Río nacional y área recreativa Misisipi» (Mississippi National River and Recreation Area).

Para incontables generaciones de indios el río Mississippi fue una importanteruta en canoa. Para pasar alrededor de las cataratas, los dakota (sioux ) y ojibway (chippewa) utilizaron un sendero de porteo bien establecido. Comenzando en un rellano bajo el sitio que hoy ocupa la planta de vapor, el sendero subía el acantilado hasta este lugar. Desde aquí se sigue la orilla oriental a lo largo de lo que hoy es la calle principal hasta un punto muy por encima de las cataratas.
For untold generations of Indian people the Mississippi River was an important canoe route. To pass around the falls, the Dakota (Sioux) and Ojibway (Chippewa) used a well-established portage trail. Starting at a landing below the site now occupied by the steam plant, the trail climbed the bluff to this spot. From here it followed the east bank along what is now Main Street to a point well above the falls.
Placa en el sendero patrimonial

## Geología

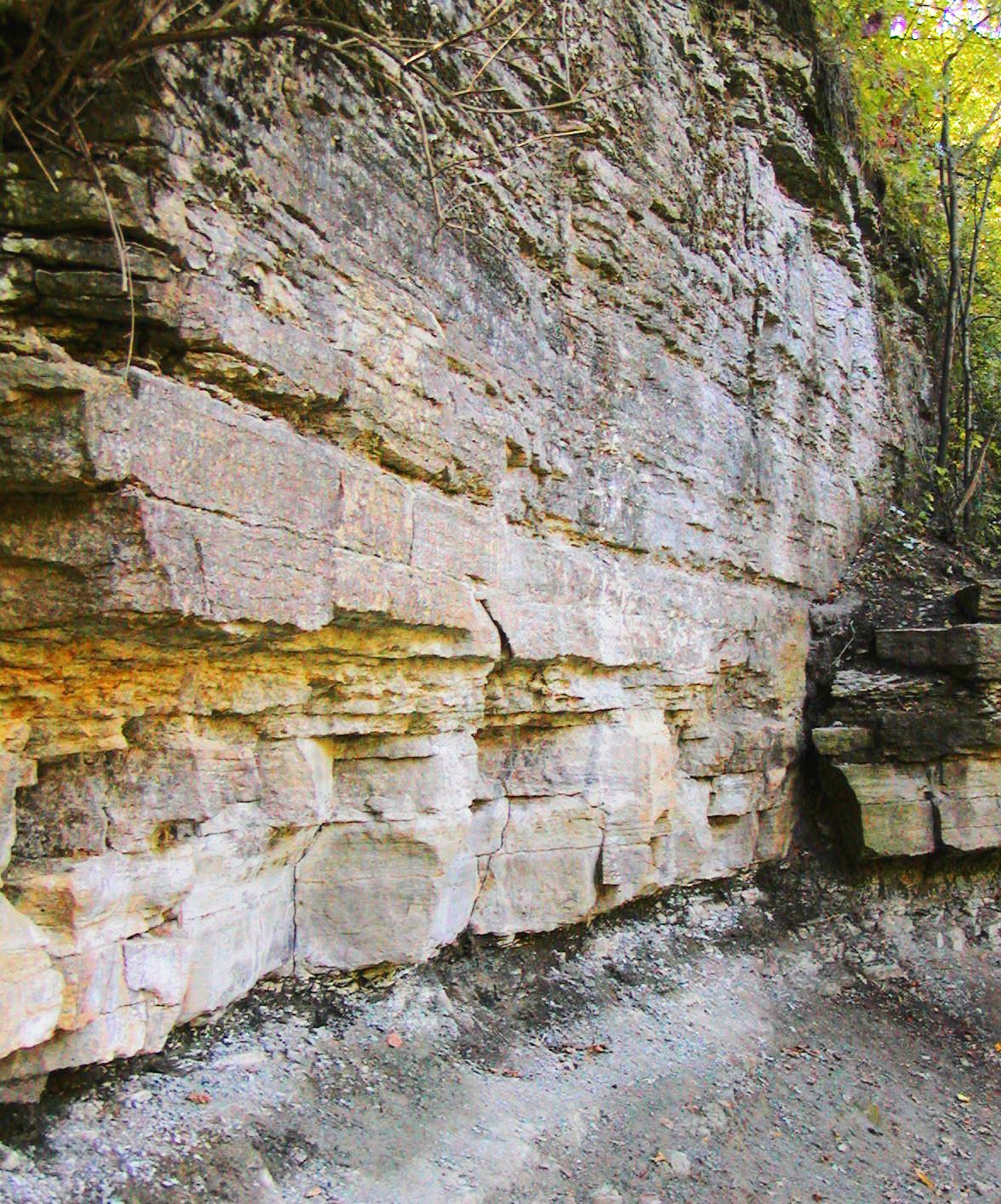
Capas de arenisca bajo la caliza

Los geólogos dicen que las cataratas aparecieron por primera vez hace unos 10 000 años, varios kilómetros río abajo, en la confluencia del río glacial Warren (en la actual Ft. Snelling). Se estima que las cataratas tenían cerca de 55 m de altura cuando las cataratas del río Warren retrocedieron más allá de la confluencia del río Misisipi y el río glacial Warren. Durante los siguientes 10 000 años, las cataratas se trasladaron aguas arriba hasta su actual ubicación. El agua revuelta en la parte inferior de las cataratas comió la base de la suave piedra arenisca, hasta romper finalmente la dura piedra caliza gorra en trozos cuando las cataratas retrocedieron. Desde sus orígenes cerca de Fort Snelling, las cataratas de San Antonio se trasladaronrío arriba a una velocidad de cerca de 1,2 m/año hasta llegar a su actual ubicación en el siglo XIX. Afluentes como el arroyo Minnehaha engendraron sus propias cataratas cuando el valle del río Misisipi fue cortado en el paisaje.
Cuando el padre Louis Hennepin documentó las cataratas se estima que su altura era de 15−18 m. Los exploradores posteriores que las describieron en el rango de 5−6 m de altura. La discrepancia puede deberse a su alcance, ya que la caída total de la corriente en el río al nivel de la serie de presas es de 23 m).
La formación geológica del área consistía en una capa dura y delgada de la formación Platteville, una piedra caliza, superpuesta a la blanda arenisca St. Peter por debajo de la superficie. Estas capas fueron el resultado de un mar del período Ordovícico que cubría el centro-este de Minnesota hace 500 millones de años.

## Industria

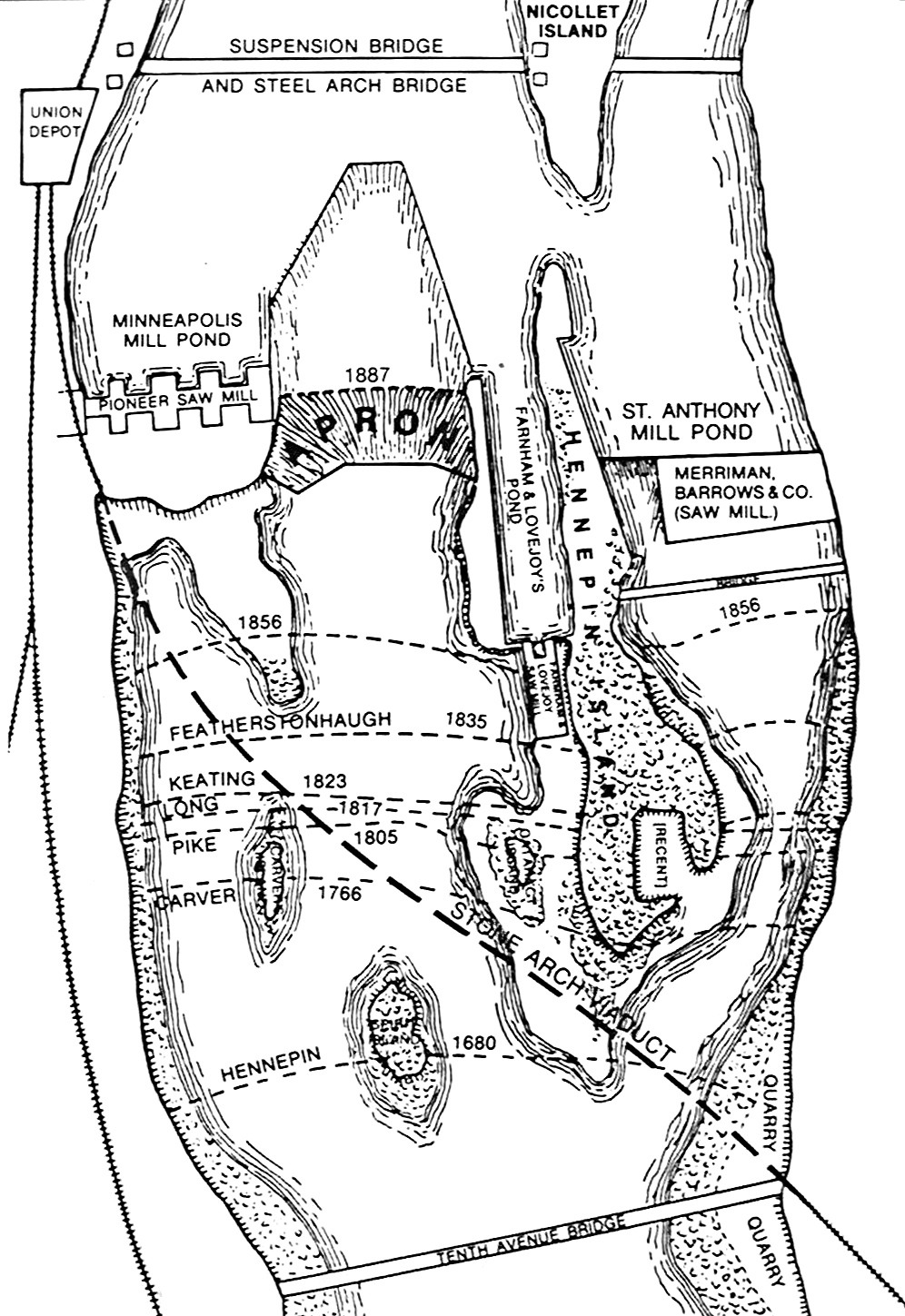
Diagrama que muestra la recesión de las cataratas entre 1680 y 1887

La primera reclamación de tierras privadas en las cataratas fue hecha por Franklin Steele en 1838, a pesar de que no obtuvo financiación para su desarrollo hasta 1847, en forma de 12.000 dólares por una participación de 9/10 en la propiedad. El 18 de mayo de 1848 el presidente Polk aprobó las reclamaciones hechas en San Antonio, y Steele fue capaz de construir su presa en el lado este del río por encima de las cataratas, bloqueando el canal este.
La presa se extendió diagonalmente en el río 210 m y tenía 4,9 m de altura, anclándose al lecho del río piedra caliza. Su sección cónica va desde los 12,2 m de anchura en la base a los 3,7 m de anchura en la parte superior. Steele envió cuadrillas de madereo hasta el río Crow Wing en diciembre de 1847 para suministrar pino para el aserradero, y el 1 de septiembre de 1848 el aserrado comenzó utilizando dos sierras de arriba-abajo. Fue capaz de vender la madera fácilmente, suministrando a proyectos de construcción en una ciudad en pleno auge. La nueva comunidad en las cataratas atrajo a empresarios de Nueva Inglaterra, muchos de los cuales tenían experiencia en la madera y la molienda. Había contratado a Ard Godfrey para ayudar a construir y poner en funcionamiento el primer aserradero comercial en las cataratas. Godfrey sabía la forma más eficiente de utilizar los recursos naturales, como las cataratas, y los grandes bosques de pinos, para hacer productos de madera. Godfrey construyó la primera casa en San Antonio, Steele tenía la ciudad parcelada en 1849, y se incorporó en 1855.

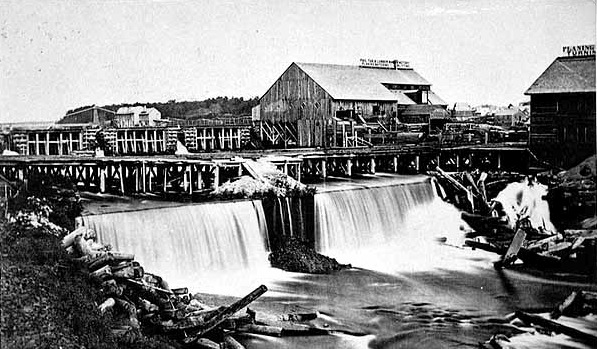
Aserradeos en Saint Anthony Falls, ca. 1860.

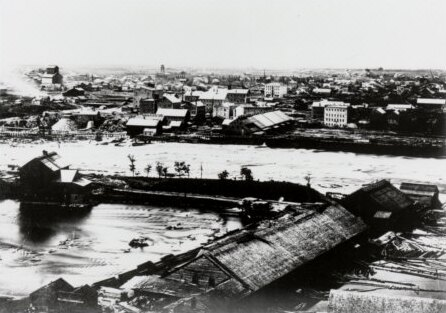
Mirando hacia el noreste a través del río ca. 1868

Hacia 1854, 300 ocupantes ilegales ocuparon la orilla oeste del río, y en 1855 el Congreso les reconoció el derecho a comprar la tierra que habían reclamado. La ribera oeste se desarrolló rápidamente con decenas de nuevas fábricas y consorcios. Ellos construyeron un dique en diagonal dentro del río hacia el norte, lo que, junto con la presa de Steele, creó la forma de V invertida, todavía evidente hoy en día. Steele creó la «St. Anthony Falls Water Power Company» en 1856 con tres financieros de Nueva York, Davis, Gebhard y Sanford. La compañía luchó durante varios años, debido a las malas relaciones con los financieros, a la depresión de 1857 y a la Guerra Civil. En 1868, la empresa fue reorganizada con nuevos oficiales, incluyendo John Pillsbury, Richard y Samuel Chute, Sumner Farnham, y Frederick Butterfield.
Cuando Minneapolis (y su antigua vecina del otro lado del río, St. Anthony) se desarrolló, la energía del agua en las cataratas se convirtió en una fuente de energía para varias industrias. La energía del agua fue utilizada para aserraderos, fábricas textiles y molinos de harina. Los molineros en el lado de Minneapolis formaron un consorcio para extraer energía mediante la desviación del agua a nivel superior para alimentar norias equipadas con ejes verticales (ancladas atravesando la roca madre de caliza en el nivel inferior de piedra arenisca blanda) y luego a través de túneles horizontales a nivel inferior de las cataratas. Estos ejes y túneles debilitaron la piedra caliza y su cimiento de arenisca, acelerando río arriba las cataratas por erosión a 7,9 m/año entre 1857 y 1868. Las cataratas se acercaron rápidamente al borde de su cubierta de piedra caliza; una vez que la piedra caliza erosionó completamente, las cataratas podrían degenerar en rápidos sobre la arenisca no aptos para la energía hidráulica. Los molinos en el lado de St. Anthony del río (este) se organizaron peor para aprovechar la energía hidráulica, y por lo tanto, la industria se desarrolló a un ritmo más lento en ese lado.

### El colapso de 1869 del túnel de la isla Hennepin

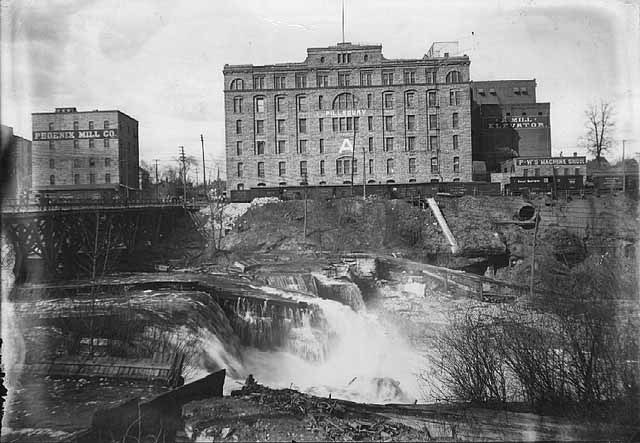
The falls in the early 20th century

Las primeras presas construidas para aprovechar la energía hidráulica expusieron la piedra caliza a las fuerzas de congelación y descongelación, estrecharon el canal y aumentaron los daños causados por las inundaciones. Un informe publicado en 1868 encontró que sólo 330 metros de piedra caliza se mantenían aguas arriba, y si se erosionaban más, las cataratas se convertiría en unos rápidos que ya no serían útiles para la energía hidráulica. Mientras tanto, la St. Anthony Falls Water Power Company aprobó un plan para la firma de William W. Eastman y John L. Merriam para construir un túnel por debajo de las islas Hennepin y Nicollet para compartir la energía hidráulica. Este plan se encontró con el desastre el 5 de octubre de 1869, cuando la tapa de piedra caliza fue atravesada.
La fuga se convirtió en un torrente de agua que salía del túnel. El agua colapsó la isla Hennepin, causando que un trozo de 46 m cayese al río. Creyendo que los molinos y todas las otras industrias alrededor de las cataratas se arruinarían, cientos de personas se apresuraron para intentar detener el desastre inminente. Grupos de voluntarios comenzaron a apuntalar la brecha arrojando árboles y madera en el río, pero fue poco eficaz. Luego construyeron una enorme pila de maderos procedentes de las operaciones de molido en la isla Nicollet. Esto funcionó brevemente, pero también demostró ser ineficaz. Un número de trabajadores trabajaron durante meses para construir una presa que canalizase el agua lejos del túnel. Al año siguiente, un ingeniero de Lowell (Massachusetts) (Massachusetts) recomendó completar un aliviadero de madera, sellando el túnel, y construyendo presas bajas por encima de las cataratas para evitar la exposición de la piedra caliza a la intemperie. Este trabajo fue asistido por el gobierno federal, y finalmente fue terminado en 1884: el gobierno federal gastó 615 000 $ en este esfuerzo, mientras que las dos ciudades gastaron 334 500 $.

## Esclusas y presas

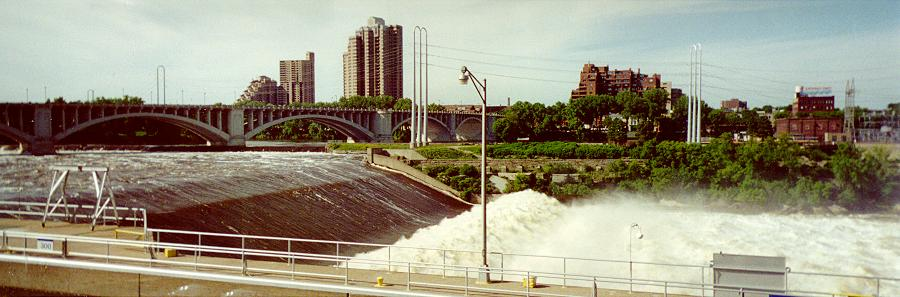
El aliviadero de hormigón sobre las cataratas San Antonio está diseñado para producir el salto hidráulico pronunciada evidente en esta foto.

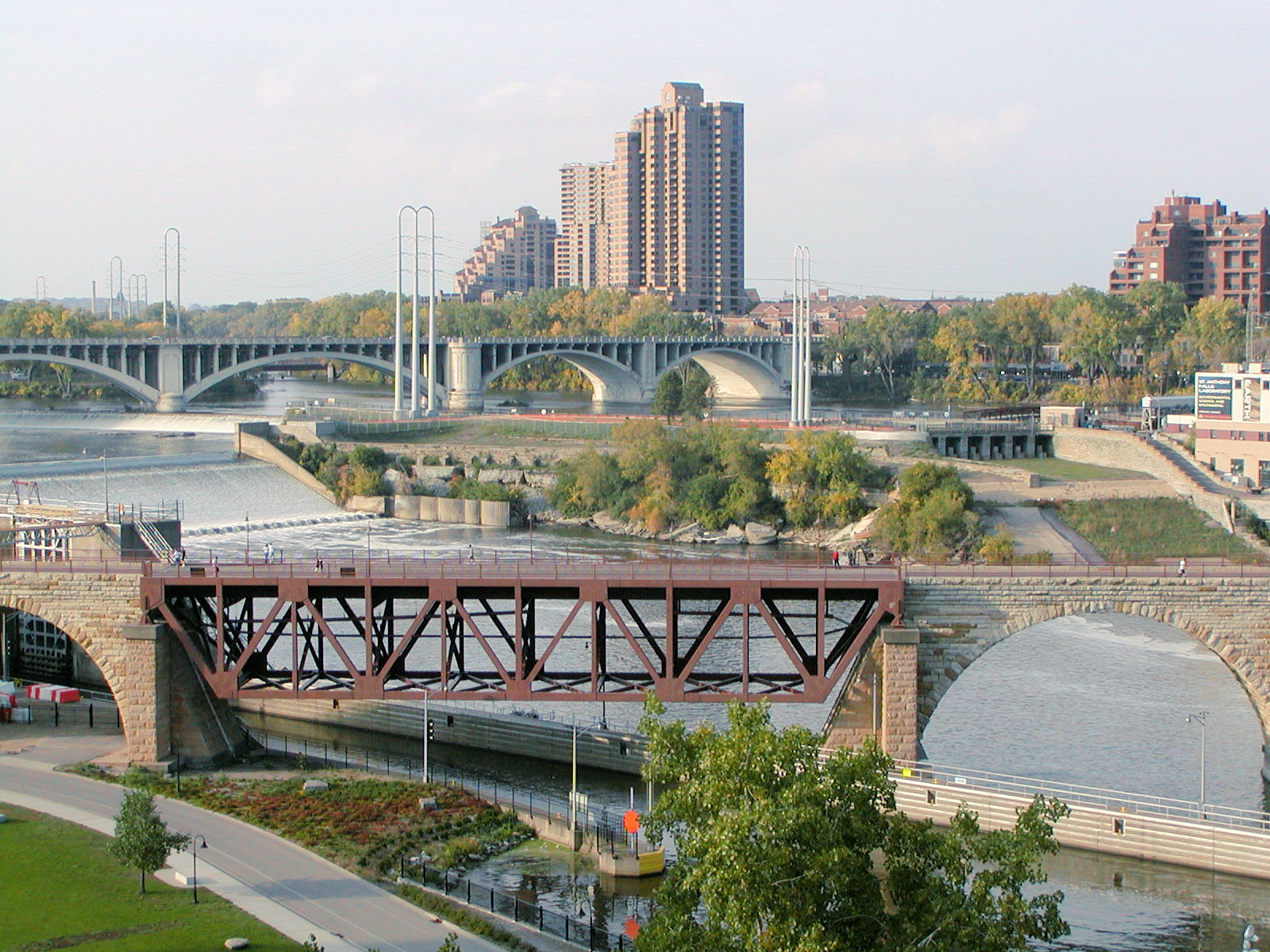
En 1963 el puente Stone Arch Bridge fue alterado para dejar espacio para la esclusa superior.

Las cataratas San Antonio fueron el límite superior de la navegación comercial en el Misisipi hasta que entre 1948 y 1963, el Cuerpo de Ingenieros del Ejército de los Estados Unidos construyó dos presas y una serie de esclusas Las esclusas hicieron posible la navegación comercial por encima de Minneapolis, pero dado que las esclusas en Minneapolis son más pequeñas que la mayoría de las esclusas en el río, el límite práctico para muchos arrastres comerciales estaba aún río abajo. Un menor número de barcazas llega a Minneapolis.
Terminada en 1963, la presa superior de las cataratas San Antonio (Upper St. Anthony Falls dam) es una presa hidroeléctrica en forma de herradura de 28 m de altura. El embalse superior tiene una capacidad normal de 3 890 000 m³ y un nivel normal de 244 m sobre el nivel del mar. El canal de navegación requirió la alteración del histórico puente de Stone Arch (Stone Arch Bridge), que ahora cuenta con un tramo con cercha metálica para que los barcos pasen por debajo.
Terminada en 1956, la presa inferior de las cataratas San Antonio (Lower St. Anthony Falls dam) es una presa hidroeléctrica por gravedad de 18 m de altura, que consta de un aliviadero de hormigón de 84 m de largo con 4 compuertas de Tainter. El embalse más baja (a veces llamada embalse intermedio) tiene una capacidad normal de 463 000 m³ y un nivel normal de 229 m sobre el nivel del mar.
La piscina debajo de la presa inferior tiene un nivel normal de 221 m sobre el nivel del mar.
Las esclusas superior e inferior tienen cada una 17 m de ancho por 122 m de largo.
La corriente alrededor del vertedero/cataratas es a menudo rápida y peligrosa. En 1991, un pequeño bote navegaba demasiado cerca y cayó sobre una parte de la presa. Murió una persona y otra tuvo que ser rescatada mediante un helicóptero. Los rescates en el lugar son por lo general mucho menos dramáticos, pero siguen ocurriendo de vez en cuando.

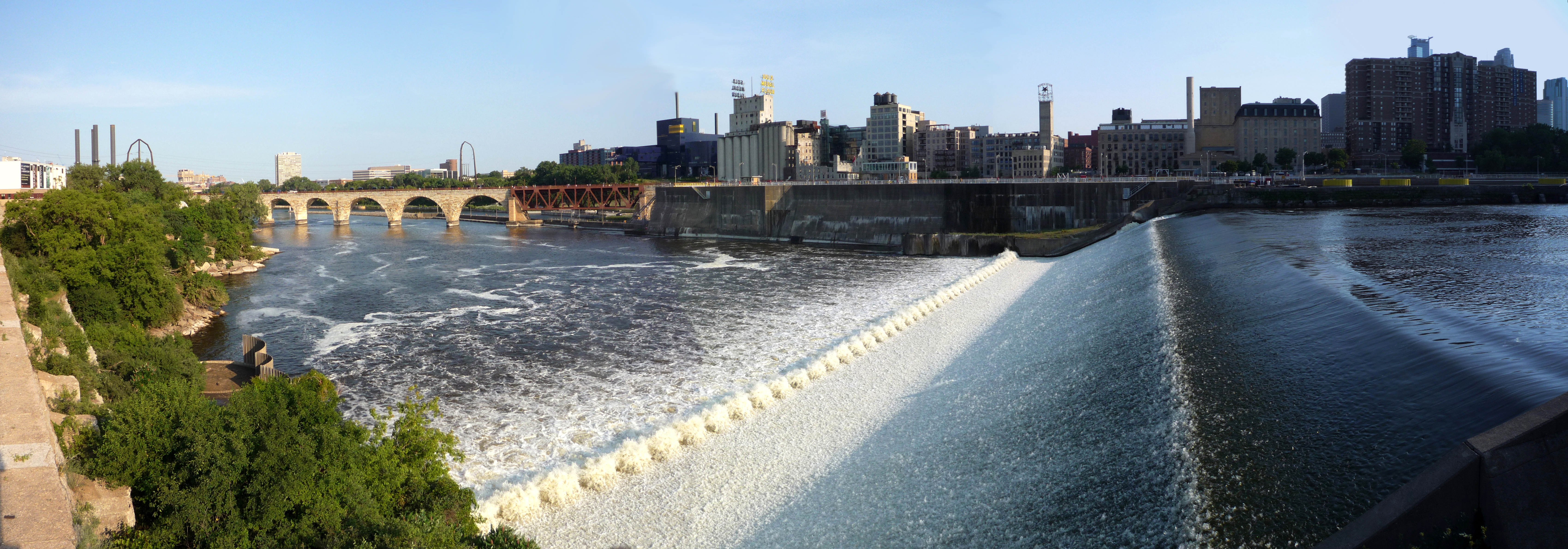
Panorámica desde el nuevo Water Power Park, son visibles desde esta atalay: la parte inferior de las cataratas San Antonio; el muro de hormigón en la cara lejana de las cataratas es parte de las esclusas para que los barcos pasen las cataratas; a la izquierda está el Stone Arch Bridge, encima de ella es el Teatro Guthrie; a la derecha del Guthrie, están los silos blancos y cáscara reconstruido de la antiguaWashburn "A" Mill, actual Museo Mill City; a la derecha del museo están una serie de molinos de harina y grano reformados que forman una parte importante del Mills District de la ciudad.

## Cuadros

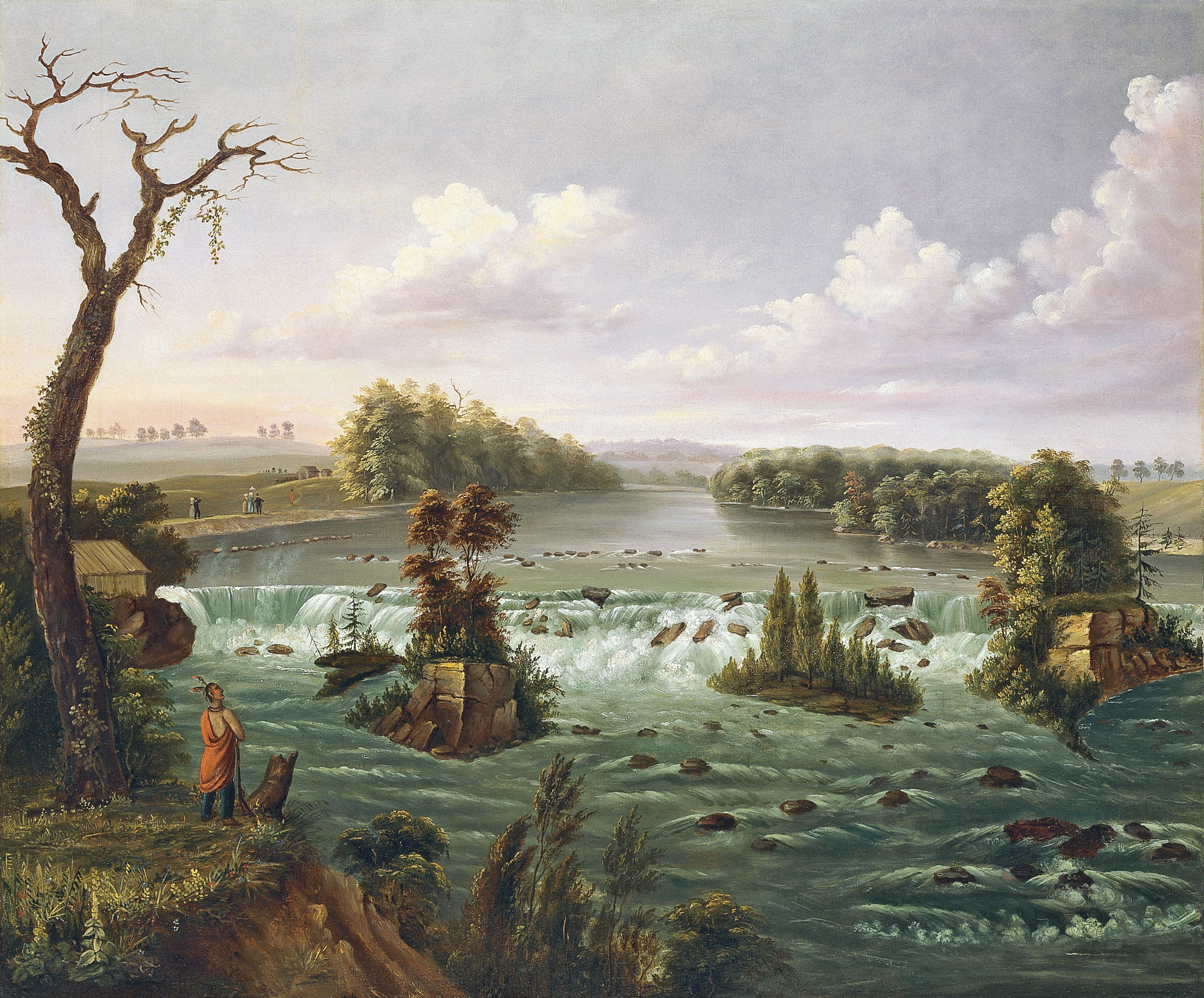
The Falls of Saint Anthony, Alto Misisipi, Henry Lewis, 1847. Museo Thyssen-Bornemisza.
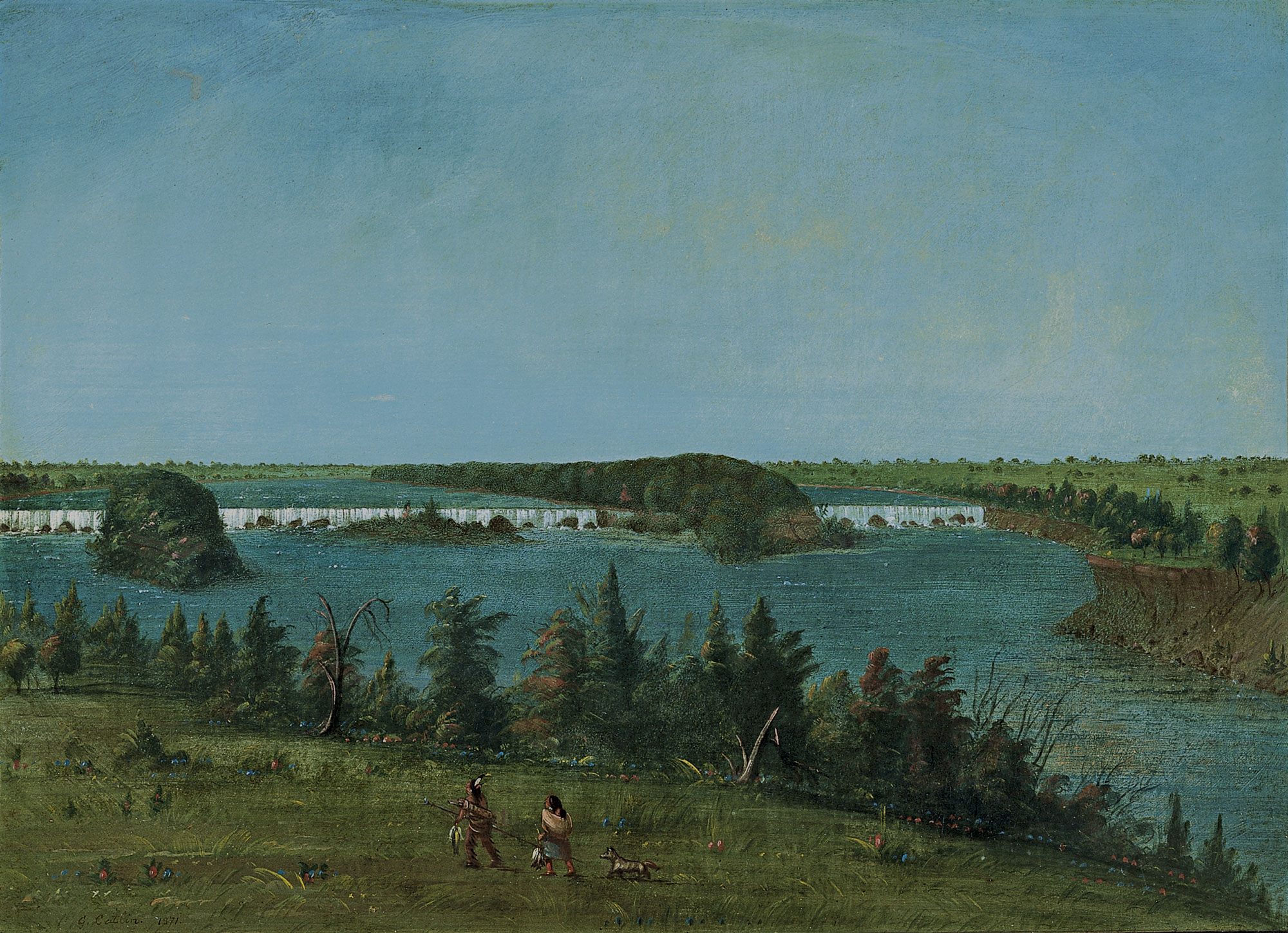
The Falls of Saint Anthony, George Catlin, 1871. Museo Thyssen-Bornemisza.